# Chapelle Notre-Dame de Buglose
La chapelle Notre-Dame de Buglose se situe sur la commune Saint-Vincent-de-Paul, dans le département français des Landes.

## Présentation
La chapelle Notre-Dame de Buglose, dite chapelle des Miracles, se situe non loin de la basilique Notre-Dame de Buglose, au bout d'une allée de platanes. Elle rappelle l'endroit où une statue représentant la Vierge Marie, en pierre de grain fin, haute d'un peu plus d'un mètre et de 400 kg,, est cachée pour échapper aux troubles liés aux guerres de Religion.
En 1570, Jeanne d'Albret envoie Gabriel Ier de Montgommery et ses troupes dans la région, entraînant le saccage d'oratoires, « sièges des plus folles superstitions » selon les termes des Réformés. La statue de Notre-Dame est cachée dans un marais voisin, échappant ainsi de peu à la destruction. Oubliée, elle y demeure cinquante ans, jusqu'au jour de 1620 où un gardien de bovins la redécouvre par hasard, enfoncée dans la vase et recouverte par les joncs. Sa présence lui est signalée par une de ses bêtes, immobilisée à cet endroit pour lécher l'œuvre d'art. Cette histoire de statue de la Vierge redécouverte grâce à un bœuf est semblable à celle d'autres lieux de pèlerinage, comme Sarrance, Bétharram, Médous ou Bon-Encontre.
La statue est immédiatement sortie de là et transportée vers l'église du Pouy, ancien nom du village de Saint-Vincent-de-Paul, mais l'attelage s'arrête et refuse d'aller plus loin. Un autel improvisé est érigé à cet endroit. Il sera enchâssé dans une architecture moderne en 1960 pour le centenaire du couronnement de Notre-Dame.
Non loin de là jaillit une fontaine de dévotion, lieu de pèlerinages individuels ou diocésains. Ses eaux sont bues à la source, contrairement à la majorité des fontaine de dévotion des Landes, dont les eaux servent à pratiquer des ablutions ou bien sont appliquées localement à l'aide de mouchoirs. Autre particularité, ses eaux ont la réputation de pouvoir soigner tous les maux, là où les autres fontaines soignent un mal spécifique et clairement identifié. La popularité de Buglose, le « petit Lourdes », attire ainsi en nombre malades et personnes handicapées.

## Galerie

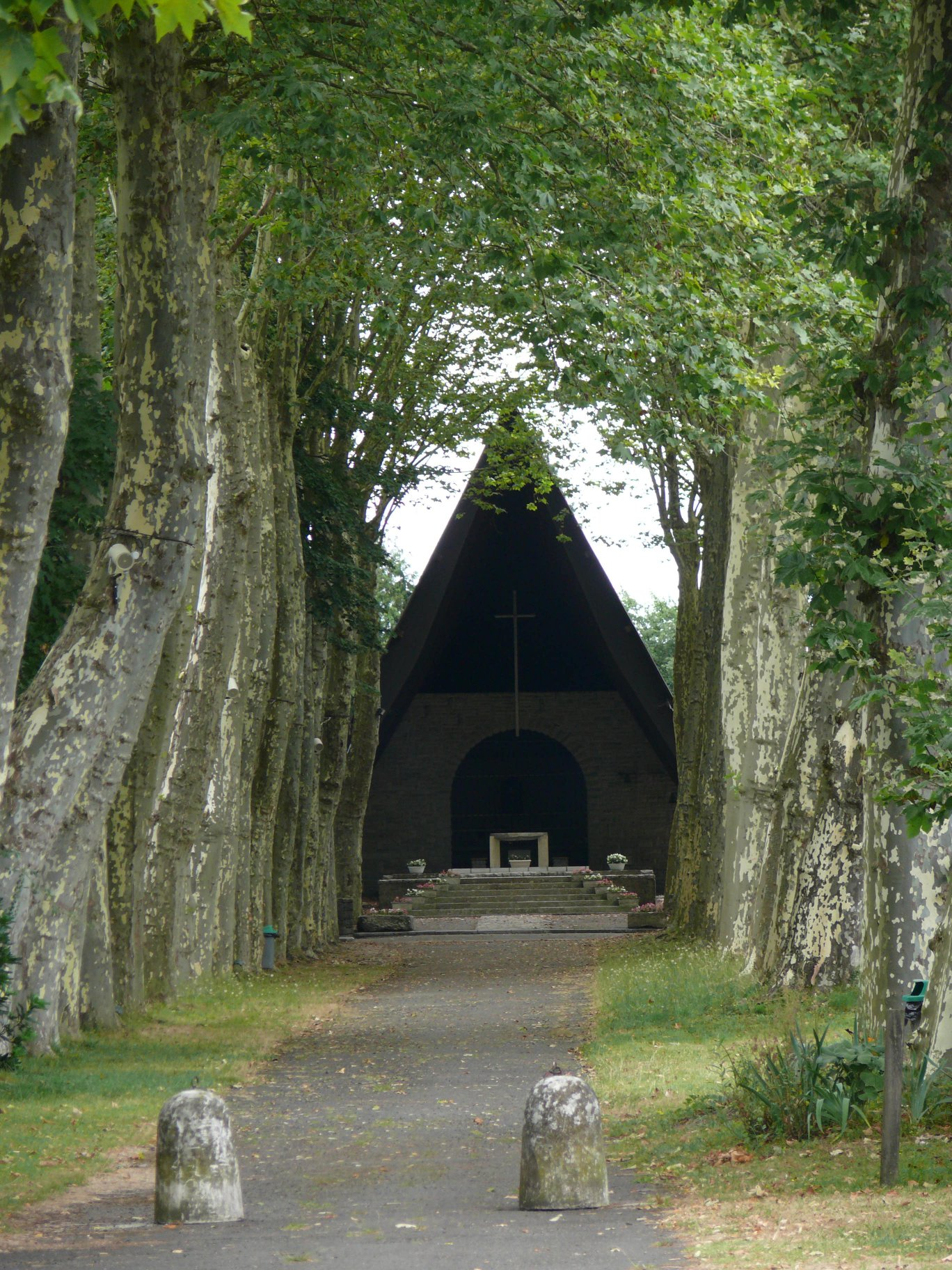
Vue d'ensemble du site
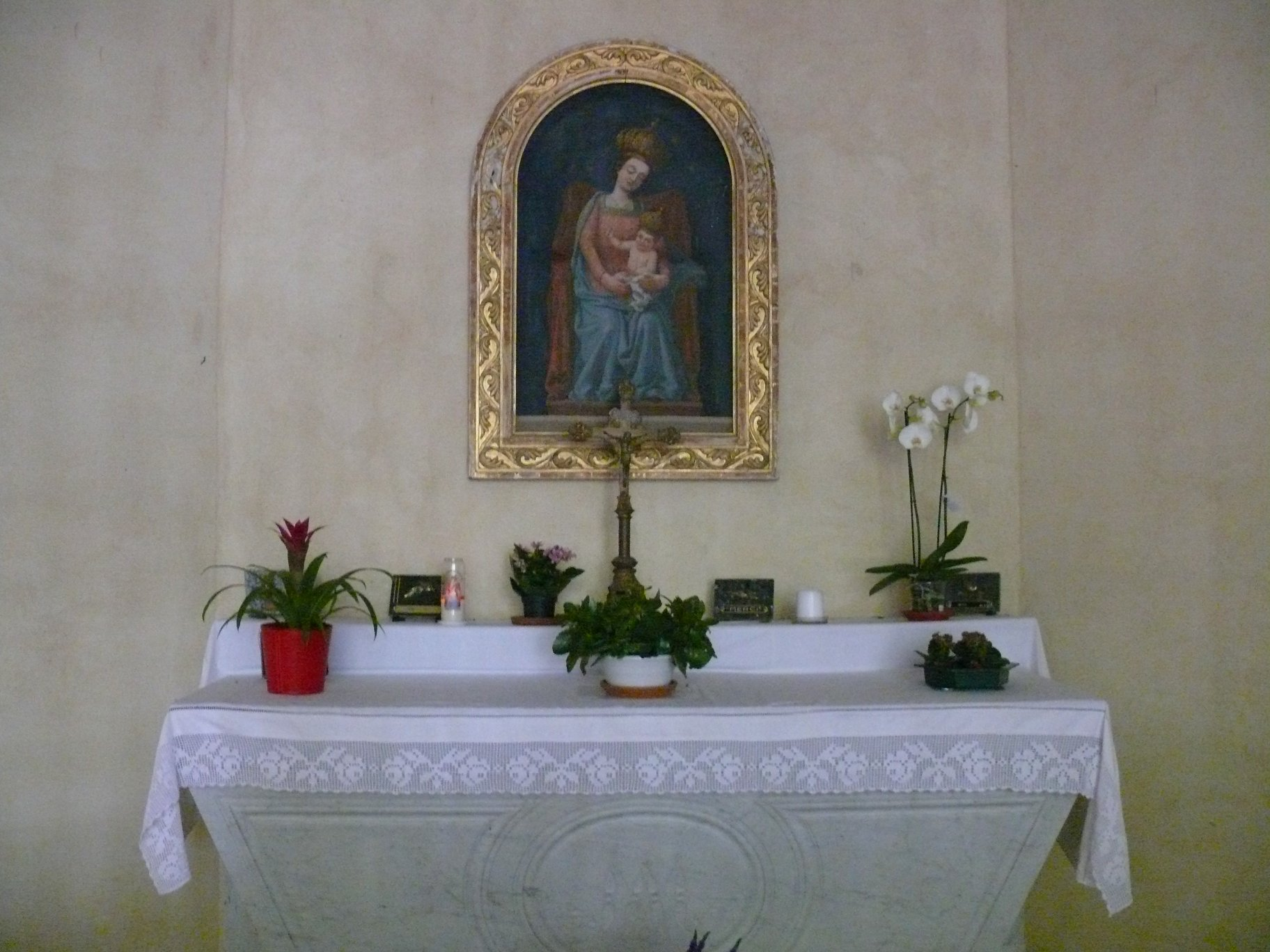
Autel ancien
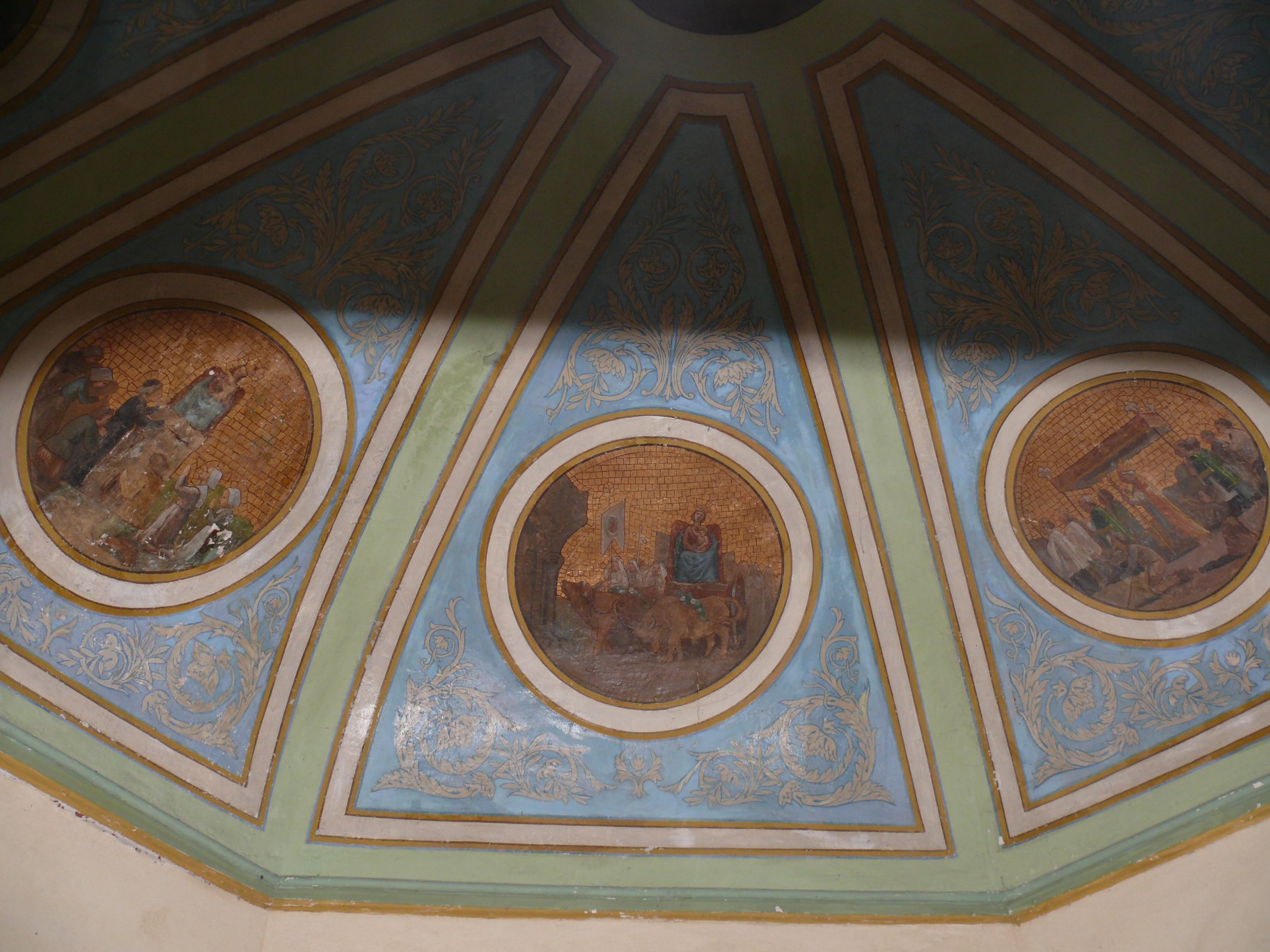
Fresques
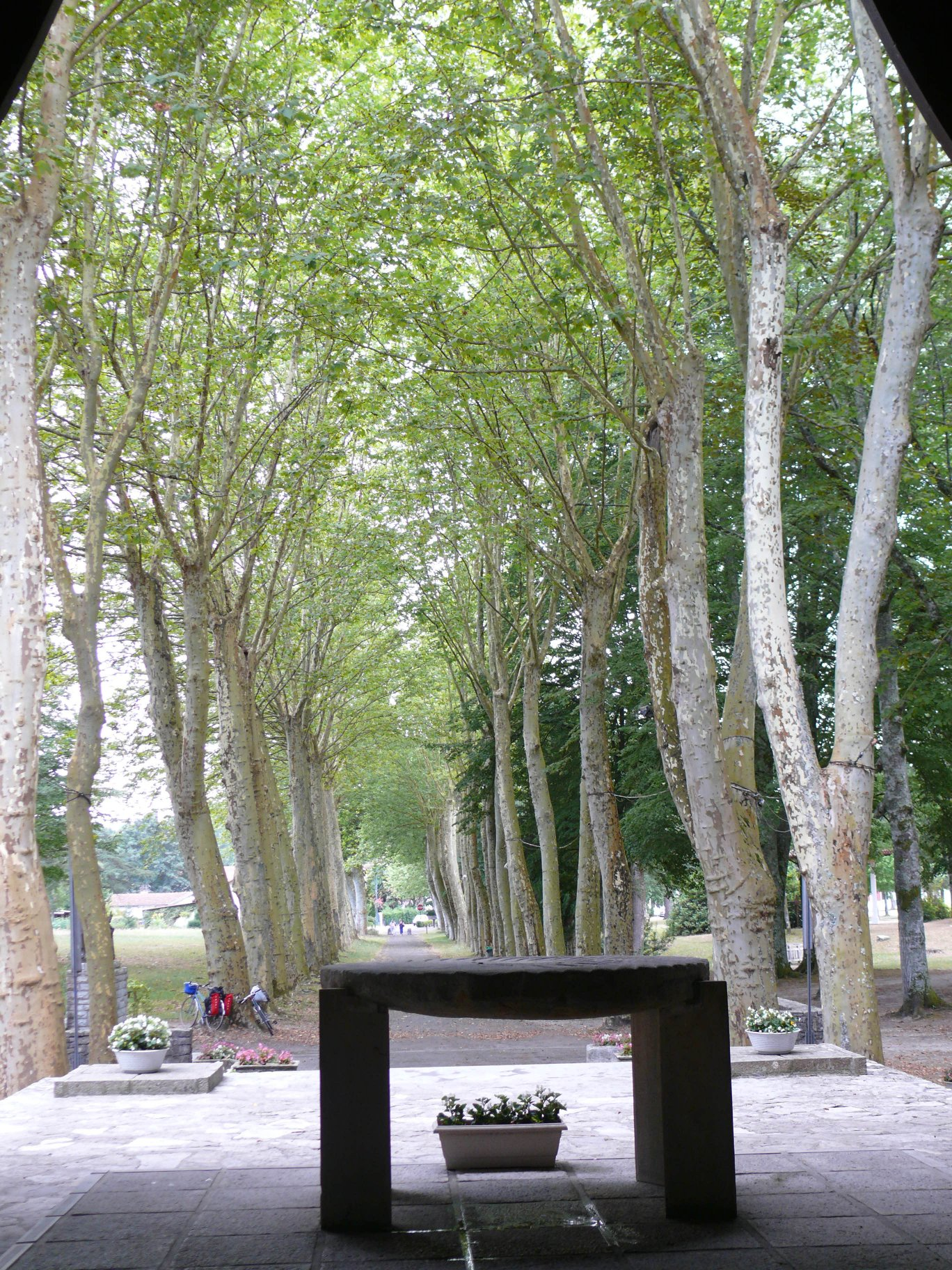
Autel moderne
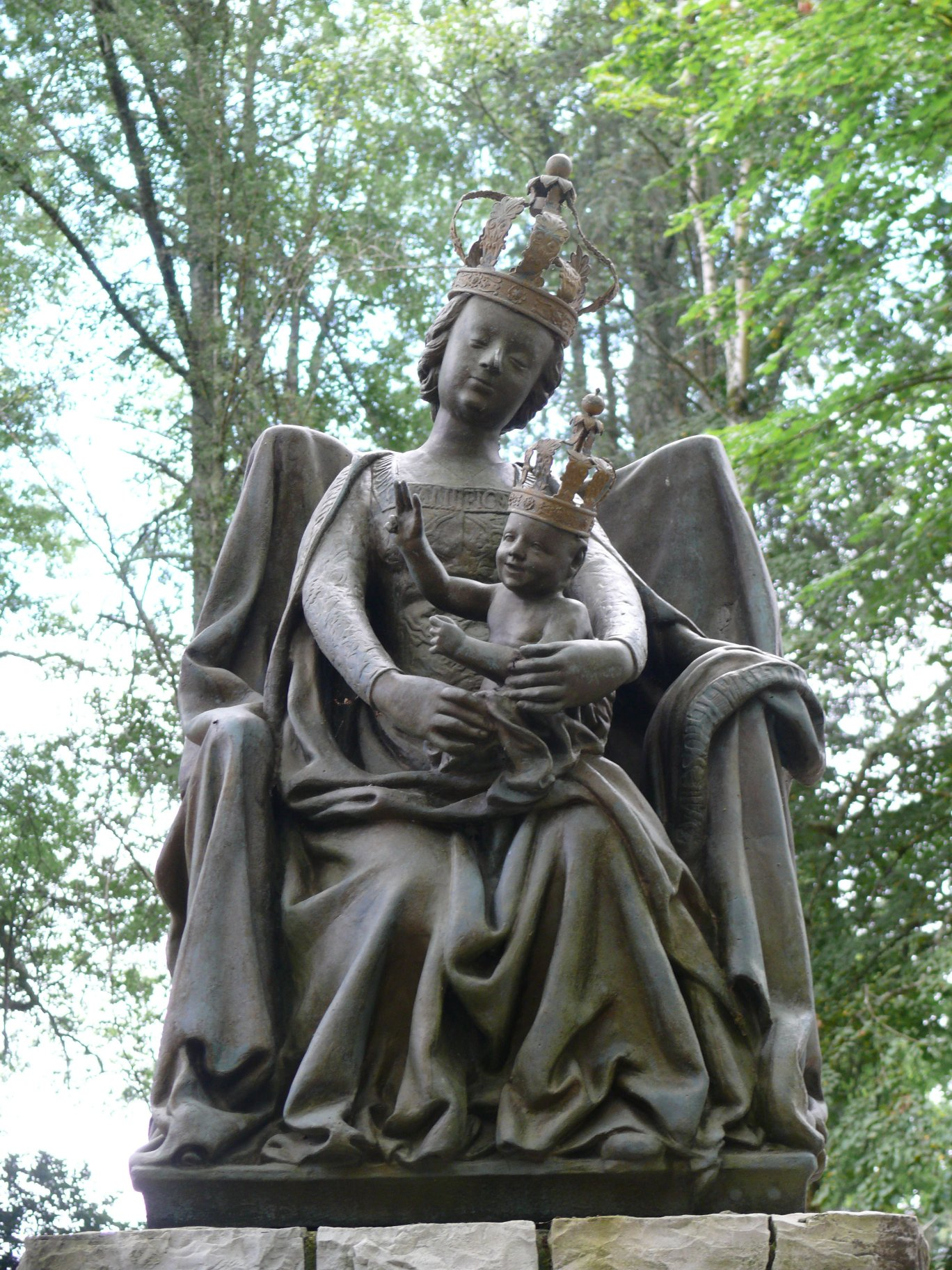
Statue de la Vierge à l'Enfant
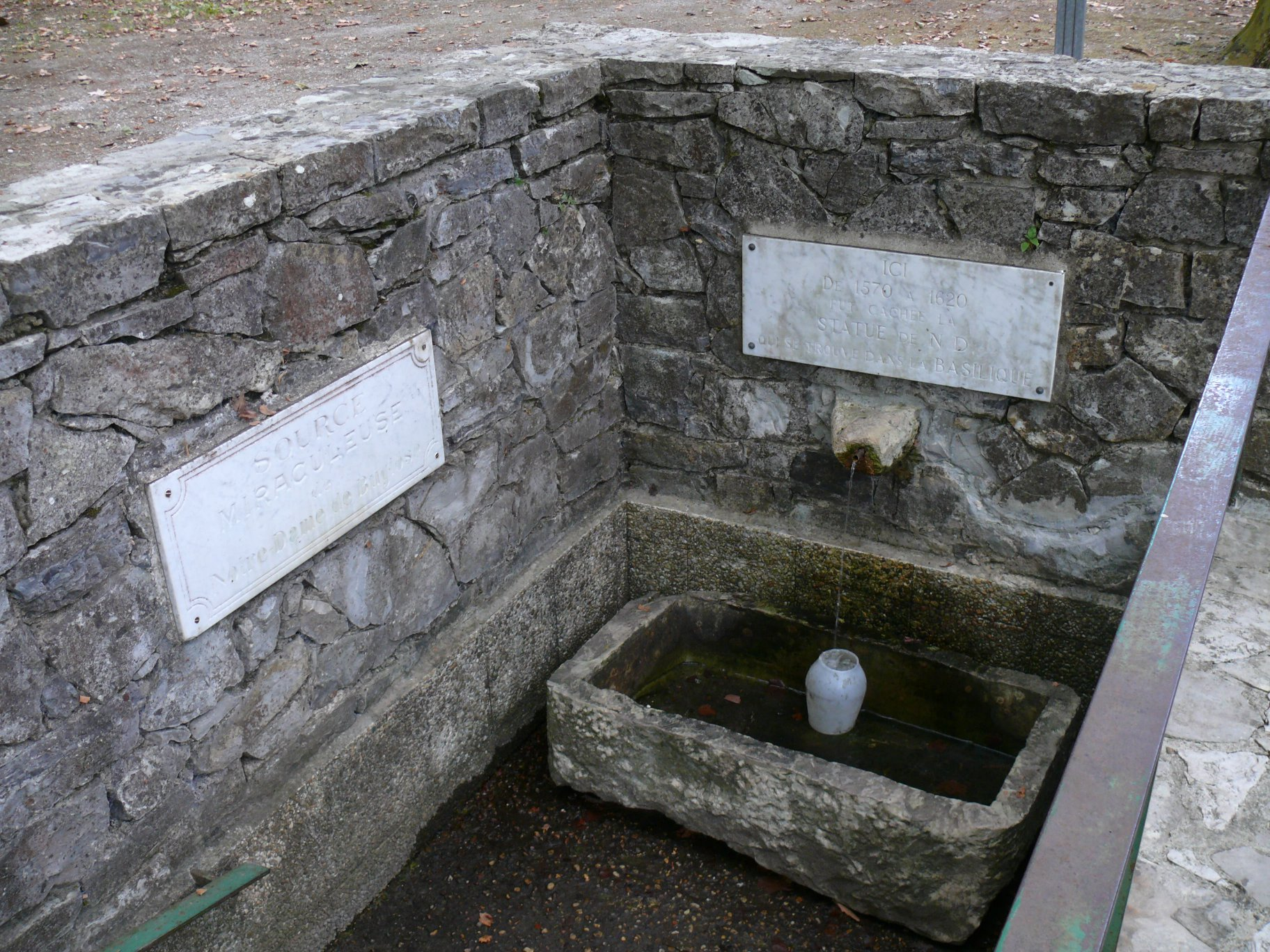
Fontaine de dévotion